# Olios guttipes
Olios guttipes là một loài nhện trong họ Sparassidae.
Loài này thuộc chi Olios. Olios guttipes được Eugène Simon miêu tả năm 1897.